# Vincent Brümmer
 (juin 2023).
La mise en forme du texte ne suit pas les recommandations de Wikipédia : il faut le « wikifier ».
Les points d'amélioration suivants sont les cas les plus fréquents. Le détail des points à revoir est peut-être précisé sur la page de discussion.
- Les titres sont pré-formatés par le logiciel. Ils ne sont ni en capitales, ni en gras.
- Le texte ne doit pas être écrit en capitales (les noms de famille non plus), ni en gras, ni en italique, ni en « petit »…
- Le gras n'est utilisé que pour surligner le titre de l'article dans l'introduction, une seule fois.
- L'italique est rarement utilisé : mots en langue étrangère, titres d'œuvres, noms de bateaux, etc.
- Les citations ne sont pas en italique mais en corps de texte normal. Elles sont entourées par des guillemets français : « et ».
- Les listes à puces sont à éviter, des paragraphes rédigés étant largement préférés. Les tableaux sont à réserver à la présentation de données structurées (résultats, etc.).
- Les appels de note de bas de page (petits chiffres en exposant, introduits par l'outil «  Source ») sont à placer entre la fin de phrase et le point final[comme ça].
- Les liens internes (vers d'autres articles de Wikipédia) sont à choisir avec parcimonie. Créez des liens vers des articles approfondissant le sujet. Les termes génériques sans rapport avec le sujet sont à éviter, ainsi que les répétitions de liens vers un même terme.
- Les liens externes sont à placer uniquement dans une section « Liens externes », à la fin de l'article. Ces liens sont à choisir avec parcimonie suivant les règles définies. Si un lien sert de source à l'article, son insertion dans le texte est à faire par les notes de bas de page.
- La présentation des références doit suivre les conventions bibliographiques. Il est recommandé d'utiliser les modèles {{Ouvrage}}, {{Chapitre}}, {{Article}}, {{Lien web}} et/ou {{Bibliographie}}. Le mode d'édition visuel peut mettre en forme automatiquement les références.
- Insérer une infobox (cadre d'informations à droite) n'est pas obligatoire pour parachever la mise en page.

Pour une aide détaillée, merci de consulter Aide:Wikification.
Si vous pensez que ces points ont été résolus, vous pouvez retirer ce bandeau et améliorer la mise en forme d'un autre article.
Pour les articles homonymes, voir Brummer.
Vincent Brümmer (30 décembre 1932-30 mars 2021) est un théologien chrétien qui est né à Stellenbosch, en Afrique du Sud.

## Biographie
Il passe son enfance dans son pays natal mais il travaille la majeure partie de sa carrière aux Pays-Bas. De 1967 à 1997, il est professeur de philosophie de la religion à l'université d'Utrecht situé au centre des Pays-Bas.
Brümmer est diplômé de l'université de Stellenbosch, de l'université Harvard aux États-Unis et de l'université d'Utrecht. Il travaille en tant qu'assistant de recherches à l'université d'Oxford pendant un an (1961-1962). Le 27 mai 1994, Brümmer reçoit un doctorat honorifique de la Faculté de théologie de l'université d'Uppsala, en Suède. En 1998, l'université de Durham lui attribue un doctorat honorifique en théologie.

## Publications
- Brümmer sur le sens et la foi chrétienne : recueil des écrits de Vincent Brümmer. Vincent Brümmer, éd. John R. Hinnells. Éditions Ashgate, 2006. (ISBN 0-7546-4028-0).
- Foi chrétienne et théologie philosophique : essais en l'honneur de Vincent Brümmer présentés à l'occasion du vingt-cinquième anniversaire de sa chaire de philosophie de la religion à l'Université d'Utrecht. Éd. Gijsbert van den Brink, Luco J. van den Brom, Marcel Sarot. Pub Kok Pharos. Maison, 1992. (ISBN 90-390-0004-2).
- Théologie et enquête philosophique: une introduction. Vincent Brummer. Westminster John Knox, 1982. (ISBN 0-664-24398-3).
- Parler d'un Dieu personnel : essai de théologie philosophique. Vincent Brummer. Cambridge University Press, 1992. (ISBN 0-521-43052-6).
- Le Modèle de l'amour : une étude en théologie philosophique. Vincent Brummer. Cambridge University Press, 1993. (ISBN 0-521-44463-2).
- Expiation, christologie et la Trinité : Bien comprendre la doctrine chrétienne. Vincent Brummer. Éditions Ashgate, 2005. (ISBN 0-7546-5230-0).
- Que faisons-nous lorsque nous prions ? une enquête philosophique. Vincent Brummer. (1er SCM publié, 1984). Éditions Ashgate, 2008. (ISBN 0-7546-6209-8).
- Interpréter l'univers comme création : un dialogue entre science et religion. Vincent Brummer. Pub Kok Pharos. Maison, 1991. (ISBN 90-242-3207-4).
- Critique transcendantale et philosophie chrétienne: une présentation et une évaluation de la « philosophie de l'idée cosmonomique » d'Herman Dooyeweerd (université d'Utrecht, thèse de doctorat, 1961)